# Anthurium hieronymi
Anthurium hieronymi är en kallaväxtart som beskrevs av Adolf Engler. Anthurium hieronymi ingår i släktet Anthurium och familjen kallaväxter. Inga underarter finns listade.